# Oxygene (язык программирования)
Oxygene («Кислород») (ранее известный как Chrome («Хром»)) — язык программирования, разработанный компанией RemObjects Software для стандарта Common Language Infrastructure. Язык Oxygene был создан на основе языка Object Pascal.
Первоначально привязанный к Delphi.NET, после приобретения прав компанией Embarcadero, Oxygene не обладает полной обратной совместимостью. Так, например, в его состав не входят библиотеки классов, совместимые с библиотекой VCL, критикуемой за недостаточно эффективную реализацию, что практически исключило перенос на платформу .NET унаследованных приложений, созданных с помощью Delphi или Kylix и использовавших библиотеку классов VCL.
Компания «RemObjects Software» предлагает полную интеграцию с Visual Studio 2003/2005/2008, а с июня 2010 года - интеграцию с MonoDevelop и Visual Studio 2010. Отдельной IDE для Oxygene на данный момент не существует.

## Особенности
- интеграция с CLI.
- Основан на Object Pascal с добавлением множества новых возможностей.
- Поддержка механизма «контрактов для классов» («class contracts») для ограничения на данные, схожего с контрактным программированием.
- Определение переменных непосредственно внутри блока кода.
- Анонимные типы.
- Анонимные методы и делегаты.
- Асинхронные методы и работа с потоками.
- Лямбда-исчисление.
- Поддержка .NET 2.0.
- Обобщённые типы и методы. (только для .NET 2.0)
- Обнуляемые типы (Nullable types). (только для .NET 2.0)
- Итераторы.
- Частичные классы (для .NET 1.1 и 2.0)
- Методы-расширения (Extension methods).
- Поддержка LINQ.
- Вывод типов.
- Виртуальные свойства и события.
- Улучшенная поддержка событий с несколькими обработчиками (multicast events).
- Инициализаторы переменных внутри кода.
- Улучшенная поддержка циклов for.
- Использование знака двоеточия для безопасной работы с типами.
- Поддержка в Windows системы для построения клиентских приложений (Windows Presentation Foundation).
- Полная поддержка альтернативных фреймворков, созданных для Visual Studio (смотри Portable.NET и среды разработки Mono)

## Примеры кода

### Hello World
```
namespace
 
HelloWorld
;

  

interface

 

type

  
HelloClass
 
=
 
class

  
public

    
class
 
method
 
Main
;
 

  
end
;

  

implementation

 

class
 
method
 
HelloClass
.
Main
;

begin

  
System
.
Console
.
WriteLine
(
'Hello World!'
)
;

end
;

  

end
.

```

### Обобщённый контейнер
```
namespace
 
GenericContainer
;

 

interface

 

type

  
TestApp
 
=
 
class

  
public

    
class
 
method
 
Main
;

  
end
;

  

  
Person
 
=
 
class

  
public

    
property
 
FirstName
:
 
String
;

    
property
 
LastName
:
 
String
;
      

  
end
;
        

implementation

uses
 

  
System
.
Collections
.
Generic
;

class
 
method
 
TestApp
.
Main
;

begin

  
var
 
myList
 
:=
 
new
 
List
<
Person
>;
 
//вывод типов

  
myList
.
Add
(
new
 
Person
(
FirstName
 
:=
 
'Иван'
,
 
LastName
 
:=
 
'Петров'
))
;
  

  
myList
.
Add
(
new
 
Person
(
FirstName
 
:=
 
'Маша'
,
 
LastName
 
:=
 
'Петрова'
))
;

  
myList
.
Add
(
new
 
Person
(
FirstName
 
:=
 
'Сергей'
,
 
LastName
 
:=
 
'Петров'
))
;
  

  
Console
.
WriteLine
(
myList
[
1
]
.
FirstName
)
;
  
//Проверка не требуется

  
Console
.
ReadLine
;
        

end
;

end
.

```

### Обобщённый класс
```
namespace
 
GenericMethodTest
;

interface

type

GenericMethodTest
 
=
 
static
 
class

public

  
class
 
method
 
Main
;

private

  
class
 
method
 
Swap
<
T
>
(
var
 
left
,
 
right
 
:
 
T
)
;

  
class
 
method
 
DoSwap
<
T
>
(
left
,
 
right
 
:
 
T
)
;

end
;

implementation

class
 
method
 
GenericMethodTest
.
DoSwap
<
T
>
(
left
,
 
right
 
:
 
T
)
;

begin

  
var
 
a
 
:=
 
left
;

  
var
 
b
 
:=
 
right
;

  
Console
.
WriteLine
(
'Type: {0}'
,
 
typeof
(
T
))
;

  
Console
.
WriteLine
(
'-> a = {0}, b = {1}'
,
 
a
 
,
 
b
)
;

  
Swap
<
T
>
(
var
 
a
,
 
var
 
b
)
;

  
Console
.
WriteLine
(
'-> a = {0}, b = {1}'
,
 
a
 
,
 
b
)
;

end
;

class
 
method
 
GenericMethodTest
.
Main
;

begin

  
var
 
a
 
:=
 
23
;
// вывод типа

  
var
 
b
 
:=
 
15
;

  
DoSwap
<
Integer
>
(
a
,
 
b
)
;
 
// никаких приведений базового типа к дочернему (downcasting) для Object в этом классе.

  
var
 
aa
 
:=
 
'abc'
;
// вывод типа

  
var
 
bb
 
:=
 
'def'
;

  
DoSwap
<
String
>
(
aa
,
 
bb
)
;
 
// никаких приведений базового типа к дочернему (downcasting) для Object в этом классе.

  
DoSwap
(
1.1
,
 
1.2
)
;
 
// вывод типа для обобщённых параметров

  
Console
.
ReadLine
()
;

end
;

class
 
method
 
GenericMethodTest
.
Swap
<
T
>
(
var
 
left
,
 
right
 
:
 
T
)
;

begin

  
var
 
temp
 
:=
 
left
;

  
left
:=
 
right
;

  
right
 
:=
 
temp
;

end
;

end
.

```

Программа должна вывести:
```
Type: System.Int32
-> a = 23, b = 15
-> a = 15, b = 23
Type: System.String
-> a = abc, b = def
-> a = def, b = abc
Type: System.Double
-> a = 1,1, b = 1,2
-> a = 1,2, b = 1,1
---
```

### Улучшенная обработка операторов выбора
```
case
 
aClassID
.
ToUpper
 
of

   
'XYZ'
:
 
result
 
:=
 
TMyXYZClass
;

   
'ABC'
:
 
result
 
:=
 
TMyOtherClass
;

else
 
raise
 
new
 
Exception
(
'Неправильный ID класса'
)
;

end
;

```

```
case
 
aClass
 
type
 
of

   
TMyXYZClass
:
 
TMyXYZClass
(
aClass
)
.
DoSomething
;

   
TMyOtherClass
:
 
TMyOtherClass
(
aClass
)
.
DoSomethingElse
;

else
 
raise
 
new
 
Exception
(
'Неправильная ссылка на класс'
)
;

end
;

```

## Дополнительные источники
- Oxygene Wiki
- Домашняя страница Oxygene
- Oxygene / Форум, посвященный Chrome, на сайте C-Sharp-Forum.de Архивная копия от 19 декабря 2021 на Wayback Machine (на немецком языке)
- Компилятор Object Pascal компании RemObjects Software (Обзорная статья на сайте «Компьютер-пресс»)
- OXYGENE 3.0 глоток кислорода для Object Pascal
- Visual Studio>Tools>RemObjects Oxygene